# Слоан, Бриджет
Бриджет Слоан (или Слоун, англ. Bridget Elizabeth Sloan, род. 23 июня 1992) — американская гимнастка (спортивная гимнастика), абсолютная чемпионка США 2009 года и абсолютная чемпионка мира 2009 года. Серебряная медалистка Олимпийских игр 2008 года (в составе женской команды США по спортивной гимнастике).